# Marcus Claudius Marcellus
Marcus Claudius Marcellus (ca. 270 – 208 f.Kr.) var en romersk general og politiker. Han blev fem gange valgt som konsul i den Romerske Republik (222, 215, 214, 210 og 208 f.Kr.). Marcellus opnåede den mest prestigefyldte hæder, en romersk general kunne vinde, spolia opima, for at have dræbt den galliske konge Viridomarus i tvekamp i 222 f.Kr. i forbindelse med Slaget ved Clastidium. Desuden er han kendt for at have erobret den befæstede by Syrakus i en langvarig belejring, hvorunder Arkimedes – den berømte matematiker, videnskabsmand og opfinder – blev dræbt, på trods af at Marcellus havde beordret sine soldater til ikke at skade ham. Marcus Claudius Marcellus døde i kamp i 208 f.Kr. og efterlod sig en arv af militære erobringer og en genoplivet romersk legende om spolia opima.
| Biografi | Spire Denne biografi er en spire som bør udbygges. Du er velkommen til at hjælpe Wikipedia ved at udvide den. |

1. ↑  Navnet er anført på engelsk og stammer fra Wikidata hvor navnet endnu ikke findes på dansk.
2. ↑  Navnet er anført på engelsk og stammer fra Wikidata hvor navnet endnu ikke findes på dansk.
3. ↑  Navnet er anført på engelsk og stammer fra Wikidata hvor navnet endnu ikke findes på dansk.
4. ↑  Navnet er anført på bokmål og stammer fra Wikidata hvor navnet endnu ikke findes på dansk.